# Société entomologique de France
Pour les articles homonymes, voir SEF.
Fondée par dix-huit entomologistes parisiens le 29 février 1832, la Société entomologique de France est la plus ancienne association entomologique du monde.

## Histoire
C’est Pierre André Latreille qui, élu à l’unanimité, en devient le premier président d'honneur, le premier président étant Jean Guillaume Audinet-Serville auquel succéderont Amédée Louis Michel Lepeletier comte de Saint-Fargeau et Victor Audouin. Elle se fixe le but de concourir aux progrès et au développement de l'entomologie dans tous ses aspects.
Elle a été reconnue d'utilité publique le 23 août 1878.
Elle a son siège dans le bâtiment de l'ex-laboratoire d'Entomologie du Muséum national d'Histoire naturelle, 45 rue Buffon à 75005 Paris.
La société fait paraître les Annales de la Société entomologique de France et le Bulletin de la Société entomologique de France, et depuis quelques années L'Entomologiste, revue d'amateurs est publiée sous son égide. Sa bibliothèque est riche de 15 000 volumes et de 3 000 titres de revues anciennes ou actuelles, tous consacrés à l'entomologie et ses applications.
La société compte en 2017 environ 530 membres actifs. La liste de ces membres est accessible aux sociétaires à jour de leur cotisation.

## Prix
La société décerne plusieurs prix, dont le prix Constant, qui récompense le meilleur ouvrage sur les papillons ; le prix Gadeau-de-Kerville qui récompense le ou les auteur(s) français d'un travail imprimé ou en voie de publication concernant la biologie d'un groupe d'Arthropodes ; le prix Maurice-et-Thérèse-Pic, décerné à « un travail de systématique établi en vue de faciliter la détermination des espèces et variétés d'un groupe de Coléoptères ou d'Hyménoptères »... « de préférence attribué à un ouvrage tenant compte de la nomenclature des variétés » ; le prix Réaumur décerné à un travail de biologie et le prix Passet à un ouvrage d'entomologie traitant des larves,.

## Listes sur la Société entomologique de France
- Liste des présidents de la Société entomologique de France
- Liste des lauréats du prix Gadeau-de-Kerville de la Société entomologique de France
- Liste des lauréats du prix Maurice-et-Thérèse-Pic de la Société entomologique de France